# Michelle Renaud
Michelle Renaud Ruesga (née le 9 septembre 1988 à Mexico), est une actrice mexicaine sortie du Centro de Educación Artística (CEA) de Televisa.

## Carrière
Michelle Renaud fait ses débuts, très jeune, dans la telenovela Ángeles sin paraíso. En 2006, elle fait un retour à la télévision dans Rebelde en interprétant Michelle « Mich » Pineda. 
En 2009, elle participe à la telenovela mexicaine Camaleones aux côtés de Belinda et de Alfonso Herrera. Elle joue d'autres rôles dans Llena de amor, Ni contigo ni sin ti et incarne Alba Morales dans La mujer del vendaval au côté de José Ron et Ariadne Díaz.
En 2014, elle réalise une participation spéciale dans la telenovela El color de la pasión où elle incarne Rebeca Murillo  jeune.La même année, elle obtient son premier rôle de protagoniste dans La sombra del pasado au côté de Pablo Lyle.
En 2015, Michelle interprète le rôle de Regina dans la novela du moment Pasión y poder.

## Filmographie

### Telenovelas
- 1992-1993 : Ángeles sin paraíso (Televisa) : Michelle Renault
- 2004-2006 : Rebelde (Televisa) : Michelle Pineda
- 2009-2010 : Camaleones (Televisa) : Betina Montenegro
- 2010-2011 : Llena de amor (Televisa) : Lorena Fonseca
- 2011 : Ni contigo ni sin ti (Televisa) : Concepción « Cony » Chomorro
- 2012-2013 : La mujer del vendaval (Televisa) : Albita Morales
- 2014-2015 : La sombra del pasado : Aldonza Alcocer Lozada
- 2015-2016 : Pasión y poder (Televisa) : Regina Montenegro Pérez
- 2017 : Súper X (Blim) : Vicky
- 2018 : Hijas de la luna (Televisa) : Juana Victoria Ramírez Nieto
- 2019 : La reina soy yo (Televisa) : Yamelí Montoya / Lari Andrade
- 2020-2021 : Quererlo todo (Televisa) : Sonia Rodríguez
- 2022 : La herencia (Televisa) : Sara Portillo